# Castelnau-Picampeau
Castelnau-Picampeau är en kommun i departementet Haute-Garonne i regionen Occitanien i södra Frankrike. Kommunen ligger i kantonen Le Fousseret som tillhör arrondissementet Muret. År 2022 hade Castelnau-Picampeau 226 invånare.

## Befolkningsutveckling
Antalet invånare i kommunen Castelnau-Picampeau
Referens:INSEE